# Abdisamad Mohamed
Abdisamad Mohamed, född 11 november 1985 i Somalia, alias SpawN, är en svensk före detta professionell Counter-Strike-spelare.
Mohamed spelade fotboll i sin ungdom. Efter att han brutit armbågsleden under en fotbollsmatch 2002, slutade han med fotbollen för att istället börja spela datorspel. Hans bror introducerade honom till att spela Counter-Strike. Tillsammans med en barndomsvän började han spela i den svenska klanen Matrix, där han gjorde bra ifrån sig och fick så småningom chansen att bli professionell e-sportspelare då han blev kontrakterad av SK Gaming. Mohamed spelade även under en tid för Ninjas in Pyjamas (NIP). 2003 vann han WCG i Korea med SK Gaming. Han är dessutom fyrfaldig CPL-mästare. 2004 vann han guld med det svenska landslaget i Counter-Strike i Nations Cup, med bland andra HeatoN och Walle.
Han medverkade i dokumentären Kungar av Counterstrike som sändes på TV4 i tre delar från 2007.

## Klaner under karriären
- Sverige matrix (januari 2002 – oktober 2002)
- Sverige mTw/team9 (november 2002 – februari 2003)
- Sverige matrix (mars 2003 – april 2003)
- Sverige HiGhland Online (maj 2003 – augusti 2003)
- Sverige SK Gaming (september 2003 – december 2004)
- Sverige Ninjas in Pyjamas (januari 2005 – maj 2005)
- Sverige SK Gaming (juni 2005 – juli 2006)
- Sverige Ninjas in Pyjamas (augusti 2006 – december 2006)
- Sverige SK Gaming (januari 2007 – september 2008)
- Sverige lag-blank (ESL Intel Extreme Masters III – European Championship, 3–5 maj 2009)
- Sverige H2k Gaming (oktober 2009 – februari 2010)

## Meriter
- CPL Winter 2002: 4:e plats
- World Cyber Games 2003: 1:a plats
- CPL Copenhagen 2003: 1:a plats
- CPL Winter 2003: 1:a plats
- CPL Summer 2004: 2:a plats
- ESL European Nations Championship 2004: 1:a plats
- World Cyber Games 2004: 4:e plats
- CPL Summer 2005: 1:a plats
- CPL Winter 2005: 1:a plats
- NGL ONE 2006: 1:a plats
- ESL European Nations Championship 2006: 1:a plats
- World Cyber Games 2006: 2:a plats
- KODE5 Global Finals 2006: 1:a plats
- WCG Samsung Euro Championship 2007: 1:a plats
- WSVG Louisville 2007: 2:a plats
- Dreamhack Winter 2007: 2:a plats